# Тайпале, Куйсма
Куйсма Тайпале (фин. Kuisma Taipale; род. 15 февраля 1970 года, Ветели) — финский лыжник, участник Олимпийских игр в Солт-Лейк-Сити и трёх чемпионатов мира, призёр этапа Кубка мира. Сын призёра Олимпийских игр и чемпионата мира, лыжника Ханну Тайпале.
В Кубке мира Тайпале дебютировал 29 февраля 1992 года, в декабре 2002 года единственный раз в карьере попал в тройку лучших на этапе Кубка мира, в эстафете. Кроме этого имеет на своём счету 3 попадания в десятку лучших на этапах Кубка мира, все в эстафете, в личных гонках не поднимался выше 18-го места. Лучшим достижением Тайпале в общем итоговом зачёте Кубка мира является 52-е место в сезоне 1992/93.
На Олимпийских играх 2002 года в Солт-Лейк-Сити был 30-м в гонке на 50 км классическим стилем, 11-м в эстафете и 47-м в гонке на 15 км классическим стилем.
За свою карьеру участвовал в трёх чемпионатах мира, лучший результат 6-е место в эстафете на чемпионате мира 2003 года, а в личных гонках 16-е место в гонке на 30 км классическим стилем на чемпионате мира 1993 года.